# Nannopsittacus
Nannopsittacus – rodzaj ptaków z podrodziny dam (Loriinae) w obrębie rodziny papug wschodnich (Psittaculidae).

## Rozmieszczenie geograficzne
Rodzaj obejmuje gatunki występujące na Nowej Gwinei i Wyspach Aru.

## Morfologia
Długość ciała 11–13 cm; masa ciała 27–34 g.

## Systematyka
Rodzaj zdefiniował w 1916 roku australijski ornitolog Gregory Macalister Mathews w publikacji własnego autorstwa poświęconej ptakom Australii. Gatunkiem typowym jest (oryginalne oznaczenie) podgatunek figówki maskowej – N. melanogenia suavissima.

### Etymologia
- Nannopsittacus: gr. ναννος nannos ‘karzeł’; ψιττακος psittakos ‘papuga’[4].
- Suavipsitta: łac. suavis ‘przyjemny’; nowołac. psitta ‘papuga’, od gr. ψιττακη psittake ‘papuga’[5].

### Podział systematyczny
Do rodzaju należą następujące gatunki:
- Nannopsittacus gulielmitertii (Schlegel, 1866) – figówka czarnolica,
- Nannopsittacus nigrifrons (Reichenow, 1891) – figówka czarnoczelna,
- Nannopsittacus melanogenia (von Rosenberg, 1866) – figówka maskowa.